# Urera keayi
Urera keayi är en nässelväxtart som beskrevs av Letouzey. Urera keayi ingår i släktet Urera och familjen nässelväxter. Inga underarter finns listade i Catalogue of Life.